# Liste der Nummer-eins-Hits in Irland (1970)
Diese Liste enthält alle Nummer-eins-Hits in Irland im Jahr 1970. Es gab in diesem Jahr 18 Nummer-eins-Singles.
| Singles |
| --- |
| - Rolf Harris – Two Little Boys - 6 Wochen (14. Dezember 1969 – 5. Februar 1970) - Edison Lighthouse – Love Grows (Where My Rosemary Goes) - 5 Wochen (6. Februar – 5. März) - Lee Marvin – Wand’rin’ Star - 2 Wochen (6. März – 19. März) - Dana – All Kinds of Everything - 9 Wochen (20. März – 21. Mai) - Norman Greenbaum – Spirit in the Sky - 1 Woche (22. Mai – 28. Mai) - Moody Blues – Question - 1 Woche (29. Mai – 4. Juni) - Christie – Yellow River - 2 Wochen (5. Juni – 18. Juni) - Dermot Hegarty – 21 Years - 2 Wochen (19. Juni – 2. Juli, insgesamt 5 Wochen) - Mungo Jerry – In the Summertime - 1 Woche (3. Juli – 9. Juli, insgesamt 3 Wochen) - Cliff Richard – Goodbye Sam, Hello Samantha - 1 Woche (10. Juli – 16. Juli) - Mungo Jerry – In the Summertime - 2 Wochen (17. Juli – 30. Juli, insgesamt 3 Wochen) - Elvis Presley – The Wonder of You - 1 Woche (31. Juli – 6. August, insgesamt 4 Wochen) - The Kinks – Lola - 1 Woche (7. August – 13. August) - Elvis Presley – The Wonder of You - 3 Wochen (14. August – 3. September, insgesamt 4 Wochen) - Dermot Hegarty – 21 Years - 3 Wochen (4. September – 24. September, insgesamt 5 Wochen) - The Poppy Family – Which Way You Goin’ Billy? - 1 Woche (25. September – 1. Oktober) - Freda Payne – Band of Gold - 6 Wochen (2. Oktober – 12. November) - Roger Whittaker – New World in the Morning - 2 Wochen (13. November – 26. November, insgesamt 4 Wochen) - Margo – I’ll Forgive and I’ll Try to Forget - 2 Wochen (27. November – 3. Dezember) - Roger Whittaker – New World in the Morning - 2 Wochen (4. Dezember – 17. Dezember, insgesamt 4 Wochen) - Dermot Henry – If Those Lips Could Only Speak - 1 Woche (18. Dezember – 24. Dezember, insgesamt 5 Wochen; siehe 1971) - Dave Edmunds – I Hear You Knocking - 5 Wochen (25. Dezember – 31. Dezember) |

Siehe auch: Nummer-eins-Hits 1970 in  Australien, Belgien, Deutschland, Finnland, Frankreich, Italien, Japan, Kanada, Neuseeland, den Niederlanden, Norwegen, Österreich, der Schweiz, Spanien, den Vereinigten Staaten und im Vereinigten Königreich.